# Amt Dieburg
Das Amt Dieburg war ein Amt der Landgrafschaft Hessen-Darmstadt und nachfolgend des Großherzogtums Hessen.

## Funktion
In der Frühen Neuzeit waren Ämter eine Ebene zwischen den Gemeinden und der Landesherrschaft. Die Funktionen von Verwaltung und Rechtsprechung waren hier nicht getrennt. Dem Amt stand ein Amtmann vor, der von der Landesherrschaft eingesetzt wurde. 

## Umfang
Das Amt Dieburg bestand aus den Gemeinden
- Dieburg,
- Klein-Zimmern,
- Nieder-Roden und
- Ober-Roden.

Das Gebiet des Amtes Dieburg lag auf den Gemarkungen der heutigen Gemeinden Dieburg, Groß-Zimmern, Rodgau und Rödermark.

## Geschichte

### Vorgeschichte
Das Amt Dieburg bestand schon vor seinem Übergang an die Landgrafschaft Hessen-Darmstadt unter der Bezeichnung Amtsvogtei Dieburg im Kurfürstentum Mainz. Hier war es dem Oberen Erzstift und dem Oberamt Steinheim nachgeordnet.

### Amt Dieburg
Mit dem Reichsdeputationshauptschluss wurde Kurmainz 1803 aufgelöst und das Oberamt Steinheim mit der Amtsvogtei Dieburg der Landgrafschaft Hessen-Darmstadt zugeschlagen, die 1806 in „Großherzogtum Hessen“ umbenannt wurde. Die Bezeichnung des Amtes änderte sich in „Amt Dieburg“. Es wurde der Provinz Starkenburg unterstellt.
Mit der Ausführungsverordnung vom 9. Dezember 1803 wurde das Gerichtswesen der beiden oberen Instanzen im Großherzogtum neu organisiert. Die Ämter – so auch das Amt Dieburg – blieben die erste Instanz der Rechtsprechung in Zivilsachen. 

### Ende
1821 kam es zu einer Justiz- und Verwaltungsreform, mit der auch die Trennung der Rechtsprechung von der Verwaltung auf unterer Ebene umgesetzt wurde. Die Ämter wurden aufgelöst, ihre Aufgaben hinsichtlich der Verwaltung neu gebildeten Landratsbezirken, die erstinstanzliche Rechtsprechung Landgerichten übertragen. Das Amt Dieburg wurde zerschlagen, die Gemeinden seines Bezirks verteilt. Hinsichtlich der bisher vom Amt Dieburg wahrgenommenen Verwaltungsaufgaben wurden Dieburg und Klein-Zimmern dem Landratsbezirk Dieburg zugeteilt und hinsichtlich der Rechtsprechung dem Landgericht Umstadt. Die Gemeinden Ober-Roden und Nieder-Roden dagegen wurden hinsichtlich der Verwaltung dem Landratsbezirk Langen und hinsichtlich der Rechtsprechung dem Landgericht Langen zugeteilt.

## Recht
Im Amt Dieburg galt das zuletzt im ganzen Kurstaat formal 1755 noch einmal eingeführte Mainzer Landrecht als Partikularrecht. Das Gemeine Recht galt darüber hinaus, soweit das Mainzer Landrecht spezielle Regelungen für einen Sachverhalt nicht enthielt. Es blieb während des gesamten 19. Jahrhunderts weiter in Geltung, als das Gebiet zum Großherzogtum Hessen gehörte. Erst zum 1. Januar 1900 wurde das Partikularrecht von dem einheitlich im ganzen Deutschen Reich geltenden Bürgerlichen Gesetzbuch abgelöst.